# Cula Racovița
Cula Racovița este situată în orașul Mioveni, în cartierul Racovița și este monument istoric catalogat, împreună cu parcul aferent, cu codul LMI  AG-II-a-A-13743. Pe fațada culei din partea de sud, se află o placă datată pe la sfârșitul secolului al XIX-lea, pe care este inscripționată data construirii edificiului în anul 1806. Cula a ars în anul 1877 și a fost restaurată în anul 1878. Conform acestor date specialiștii îl indică pe polcovnicul Nicolae Racoviceanu ca și ctitor al construcției. În opoziție cu aceste date, tradiția orală susține ca an al construcției, anul 1786, an în care proprietarul moșiei Racovița era jupânul Dumitrașcu Brătianu.
După incendiul din 1877, prin grija polcovnicului Racoviceanu este consemnată documentar data renovării ei în anul 1878. În anul 1925, noul proprietar al culei, I. A. Dobrovitz a executat refacerea acoperișului și retencuirea ei.
Cula Racovița are o formă paralelipipedică, sub formă de turn, cu bază pătrată, cu latura de 8.5m și înălțime considerabilă de circa 20m. Grosimea zidurilor este de aproximativ un metru.
Începând din data de 12 septembrie 1970, prin grija și eforturile depuse de profesorul Constatin I. Năstase, cula găzduiește Muzeul Etnografic din Mioveni,
acesta fiind amenajat pe următoarea structură: îndeletniciri, obiecte de artă, port popular, ceramică, elemente de artă populară, arme, marturii religioase, unelte de tâmplărie și dogărie, toate secțiile însumând peste 800 de obiecte și exponate.